# Aplidiopsis amoyense
Aplidiopsis amoyense är en sjöpungsart som beskrevs av Takasi Tokioka 1967. Aplidiopsis amoyense ingår i släktet Aplidiopsis och familjen klumpsjöpungar. Inga underarter finns listade i Catalogue of Life.